# Stade de Grande Canarie
Le stade de Grande Canarie (en espagnol : Estadio de Gran Canaria) est un stade situé dans la ville de Las Palmas de Gran Canaria en Espagne.

## Histoire
Le stade de Grande Canarie fut inauguré officiellement en 2003 avec un match qui opposa les clubs de football UD Las Palmas et RSC Anderlecht (2:1). Il remplaça l'ancien stade Estadio Insular qui datait de 1949. Il offre 31 250 places assises et est de ce fait le plus grand stade des îles Canaries, mais pas le plus grand stade de l'archipel en superficie,. 
Le stade est, comme c'est souvent le cas en Espagne, seulement couvert au-dessus de la tribune officielle et dispose également d'une piste d'athlétisme à huit voies. La tribune destinée à la presse peut accueillir 400 journalistes. L'équipement du stade correspond aux normes de la fédération internationale de football association (FIFA) et de l'association internationale des fédérations d'athlétisme (IAAF).

## Événements
- Freestyle Gran Canaria, 2005, 2006 et 2007
- Máster Stadium Race de Gran Canaria, 28 juin 2008

## Galerie

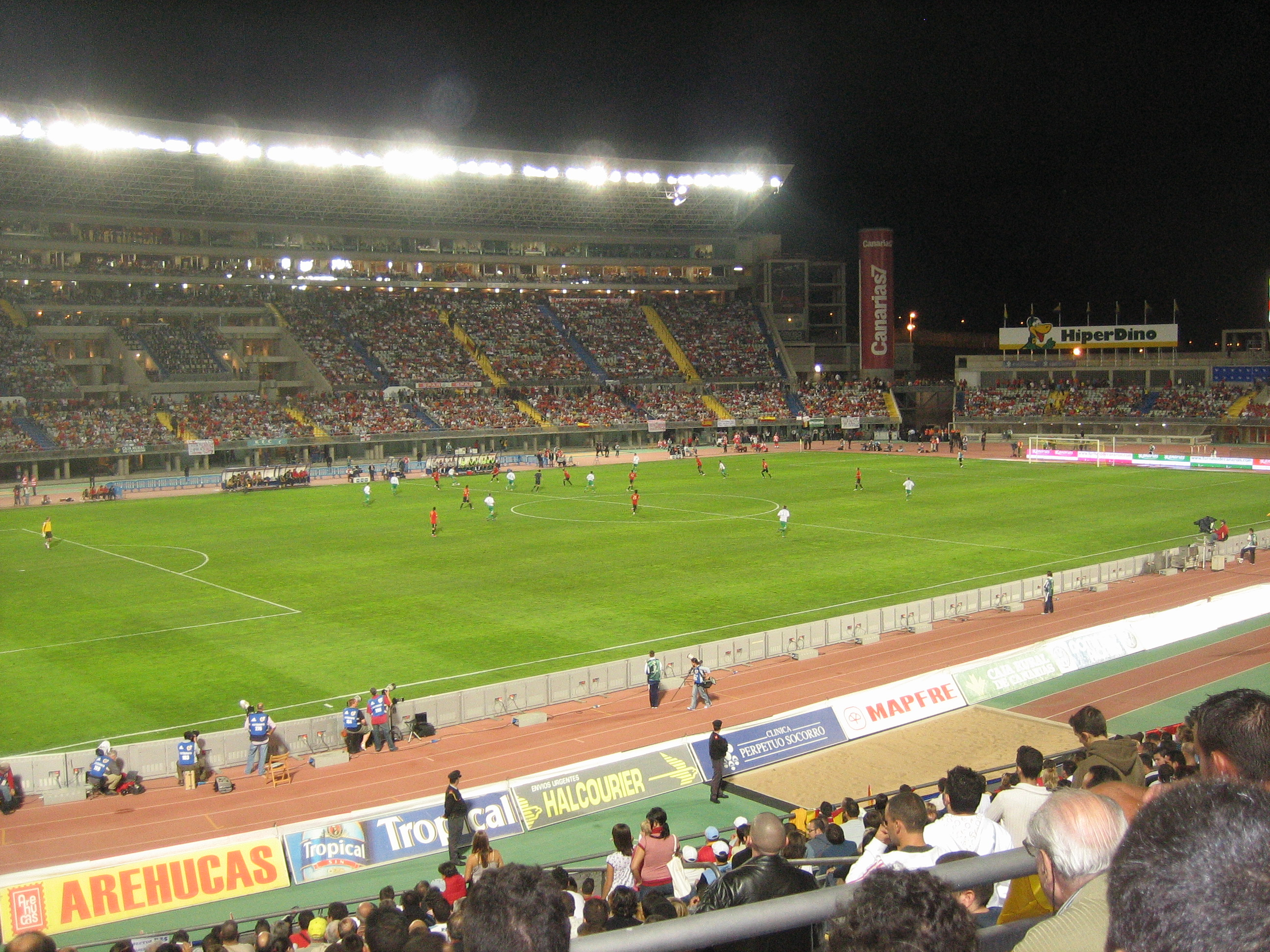
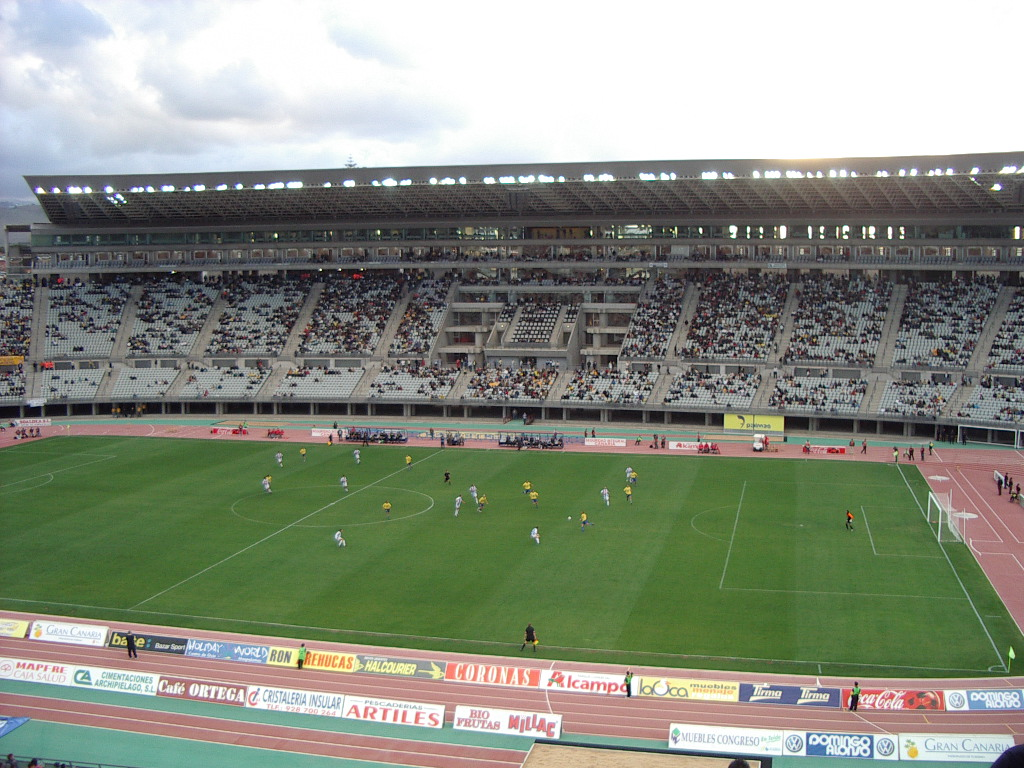
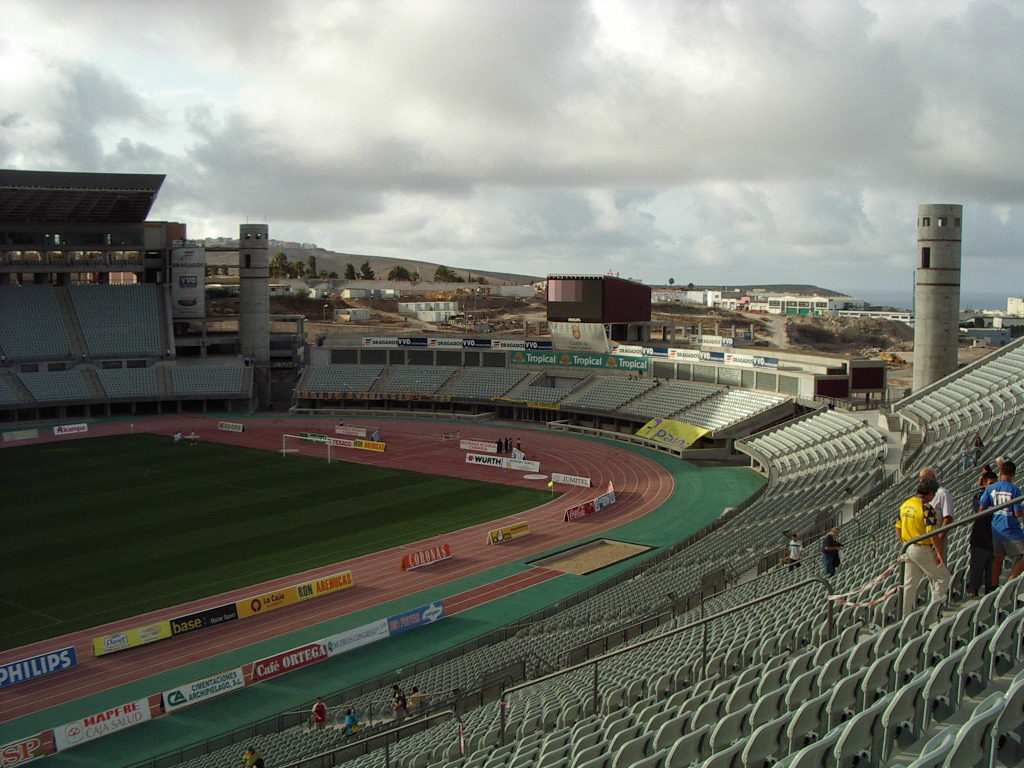